# Robert Downey jr.
Robert John Downey jr. (New York, 4 april 1965) is een Amerikaanse film- en televisieacteur. Hij werd in 1993 genomineerd voor een Academy Award voor zijn hoofdrol in Chaplin en in 2009 voor zijn bijrol in Tropic Thunder. In 2024 won hij de Oscar voor beste mannelijke bijrol als Lewis Strauss in Oppenheimer. Hij won een BAFTA, meerdere Golden Globes en een Saturn Award. Downey jr. vertolkte de rol van Iron Man elf jaar en was in ruim tien films te zien, deze films waren onderdeel van de fictieve filmwereld genaamd het Marvel Cinematic Universe.

## Biografie
Downey's vader, Robert Downey sr. is een filmregisseur. Op vijfjarige leeftijd speelt Downey jr. zijn eerste rolletje in zijn vaders Pound (1970).
In 1987 beleefde hij zijn doorbraak in de rol van de aan cocaïne verslaafde Julian in de verfilming van Bret Easton Ellis' Less Than Zero. Hij ontving mooie kritieken voor zijn vertolking van de titelrol in Chaplin uit 1992.
Andere hoogtepunten in zijn carrière waren zijn rol in Oliver Stones Natural Born Killers, een grappige bijrol in Wonder Boys (2002) naast Michael Douglas en de rol van liefje van Ally McBeal in de gelijknamige televisieserie.
Zijn carrière is meerdere malen ondermijnd door problemen met drugs. Weg van de filmset leverde zijn gedrag in eerste instantie voornamelijk grote koppen in tabloids op, maar een arrestatie in 1996 voor het bezit van drugs en een ongeladen vuurwapen was het begin van een reeks problemen met de wet, met een verblijf in de gevangenis van een jaar in 1999 als dieptepunt.
Na zijn vrijlating meldde Downey zich direct bij een instelling voor verslavingszorg. Hij probeerde ook weer aan de bak te komen als acteur. De eerste rol die hij aannam was die van Larry Paul in de televisieserie Ally McBeal. Het kijkerspubliek en de critici omarmden hem en deze rol leverde hem een Golden Globe op. Twee maanden voor de uitreiking van die prijs was de acteur wederom in de problemen gekomen na een nieuwe arrestatie voor het bezit van drugs en wapens.
Vlak voor het einde van het televisieseizoen volgde een nieuwe arrestatie nadat politieagenten hem in een steeg aantroffen onder invloed van verdovende middelen. Producer David E. Kelley van Ally McBeal ontsloeg Downey en herschreef de laatste aflevering van de serie. Een Emmy-nominatie was een schrale troost, aangezien het er op dat moment niet naar uitzag dat Downey ooit nog voor een dergelijke rol in aanmerking zou komen. In juli 2001 werd Downey veroordeeld tot een verblijf van een jaar in een ontwenningskliniek en een voorwaardelijke celstraf van drie jaar.
Op de set van de film Gothika (2003) ontmoette hij producer Susan Levin, met wie hij in 2005 trouwde. Uit zijn eerste huwelijk met Deborah Falconer heeft hij een zoon. Met zijn huidige vrouw Susan heeft hij een zoon en een dochter.

## Filmografie
- The Fantastic Four: First Steps (2025)
- Oppenheimer (2023)
- Dolittle (2020)
- Spider-Man: Far From Home (2019); archiefbeeld
- Avengers: Endgame (2019)
- Avengers: Infinity War (2018)
- Spider-Man: Homecoming (2017)
- Captain America: Civil War (2016)
- Avengers: Age of Ultron (2015)
- The Judge (2014)
- Chef (2014)
- Iron Man 3 (2013)
- The Avengers (2012)
- Sherlock Holmes: A Game of Shadows (2011)
- Due Date (2010)
- Iron Man 2 (2010)
- Sherlock Holmes (2009)
- The Soloist (2009)
- Tropic Thunder (2008)
- The Incredible Hulk (2008)
- Iron Man (2008)
- Charlie Bartlett (2007)
- Lucky You (2007)
- Zodiac (2007)
- A Guide to Recognizing Your Saints (2006)
- A Scanner Darkly (2006)
- Fur An Imaginary Portrait of Diane Arbus (2006)
- The Shaggy Dog (2006)
- Good Night, and Good Luck (2005)
- Kiss Kiss Bang Bang (2005)
- Game 6 (2005)
- Eros (2004)
- Gothika (2003)
- The Singing Detective (2003)
- Whatever We Do (2003)
- Lethargy (2002)
- Auto Motives (2000)
- Wonder Boys (2000)
- Black and White (1999)
- Bowfinger (1999)
- Friends & Lovers (1999)
- In Dreams (1999)
- U.S. Marshals (1998)
- The Gingerbread Man (1998)
- Hugo Pool (1997)
- Two Girls and a Guy (1997)
- One Night Stand (1997)
- Danger Zone (1996)
- Restoration (1995)
- Home for the Holidays (1995)
- Richard III (1995)
- Only You (1994)
- Natural Born Killers (1994)
- Hail Caesar (1994)
- Short Cuts (1993)
- Heart and Souls (1993)
- Chaplin (1992)
- Soapdish (1991)
- Too Much Sun (1990)
- Air America (1990)
- Chances Are (1989)
- True Believer (1989)
- That's Adequate (1989)
- 1969 (1988)
- Rented Lips (1988)
- Johnny Be Good (1988)
- Less Than Zero (1987)
- The Pick-up Artist (1987)
- America (1986)
- Back to School (1986)
- Weird Science (1985)
- Tuff Turf (1985)
- Deadwait (1985)
- Firstborn (1984)
- Baby It's You (1983)
- Pound (1970)